# James Bonamy
James Bonamy, född 29 april 1972 i Winter Park, Florida i USA, är en amerikansk countrysångare och låtskrivare. Hans största hit var "I Don't Think I Will", vilken som högst placerade sig på #2 på countrylistorna 1996.

## Diskografi
Album
- 1996 – What I Live to Do
- 1997 – Roots and Wings

Singlar
- 1995 – "Dog On A Toolbox" / "She's Got A Mind Of Her Own"
- 1996 – "I Don't Think I Will" / "Naked To The Pain"